# Opel 12,3-Liter-Rennwagen

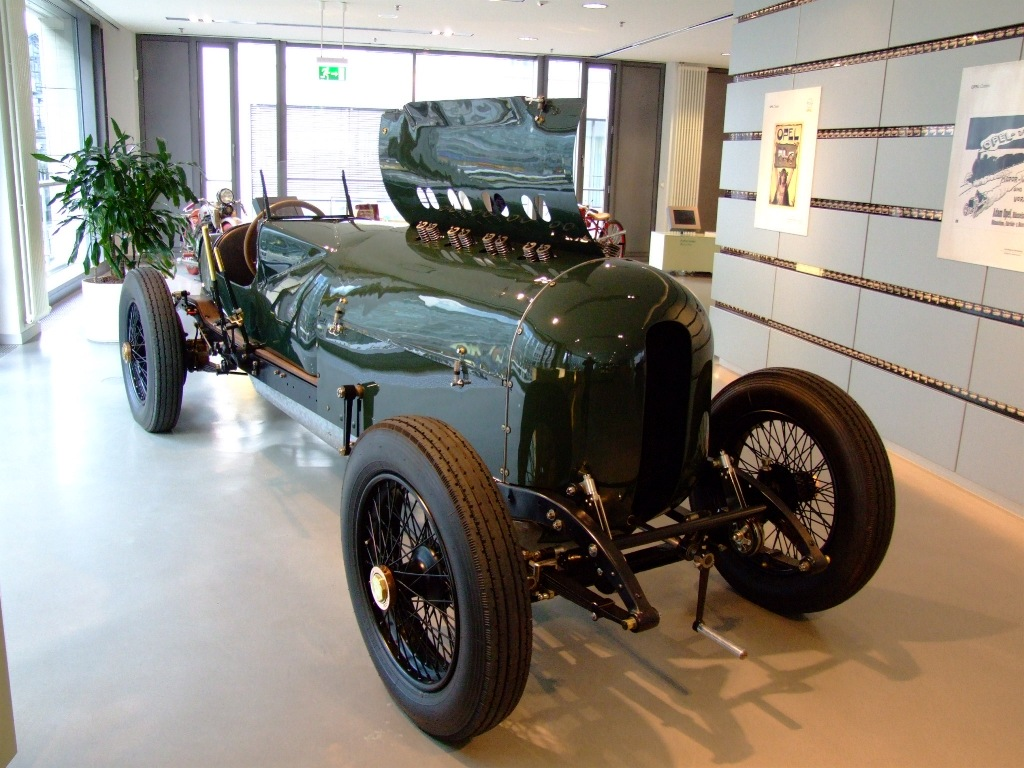
Restaurierter Opel 12,3-Liter-Rennwagen

Der Opel 12,3-Liter-Rennwagen, auch Grünes Monster genannt, ist ein Rennwagen des deutschen Automobilherstellers Opel.

## Geschichte

### 1910–1925

1914: Das grüne Monster mit Fahrer Carl Jörns und Beifahrer und „Schmiermaxe“ Volkhart

In den 1910er-Jahren wurden von Opel diverse Rennwagen entwickelt, darunter der Opel Grand Prix Rennwagen, der als Basis für den Opel 12,3-Liter-Rennwagen diente. Als Baujahr gilt 1914. Bedingt durch den Ersten Weltkrieg wurde der Wagen erst ab dem Jahr 1922 eingesetzt. Ab diesem Zeitpunkt nahm er an unterschiedlichen Rennveranstaltungen teil und verzeichnete in unterschiedlichen Rennklassen Siege, darunter Bergrennen und Strandrennen an der dänischen Küste. Die Strandrennen wurden 1922, 1923 und 1924 mit dem Wagen gewonnen. Hierbei wurde durch Carl Jörns am Steuer des Rennwagens ein Geschwindigkeitsweltrekord von 228 km/h aufgestellt. Jörns sagte später, er habe das volle Potential des Wagens nie ausgefahren. Danach ist über den Verbleib des Wagens bis 1998 nichts bekannt.

### Ab 1998
Im Jahr 1998 wurde durch den damaligen Vorstandsvorsitzenden von General Motors Europa, Carl-Peter Forster, die Restaurierung des Einzelstücks durch eine kleine Gruppe von Spezialisten unter Heinz Zettl, dem damaligen Chef von Opel Classic, autorisiert. Im Zuge der Wiederaufbereitung, die mehr als drei Jahre in Anspruch nahm, musste unter anderem aufgrund von Haarrissen im Motorblock der Motor neu hergestellt werden, was in einem aufwendigen Verfahren mit 3D-Scans und Lasersintern für die Gussform verwirklicht wurde. Allein die Kosten für die Herstellung des Motorblocks beliefen sich auf über 50.000 Euro, doch auch viele andere Teile mussten erneuert werden.

## Technische Daten
| Kenngrößen                | Daten                                            |
| ------------------------- | ------------------------------------------------ |
| Jahr                      | 1914                                             |
| Stückzahl                 | 1                                                |
| Motor                     |                                                  |
| Bauart                    | Vierzylinder-Viertakt-Reihenmotor                |
| Zylinderkopf / Motorblock | Querstromzylinderkopf aus Gusseisen              |
| Bohrung × Hub             | 125 mm × 250 mm                                  |
| Hubraum                   | 12272 cm³                                        |
| Leistung                  | 191 kW (260 PS) bei 2900/min                     |
| BMEP                      | 0,72 MPa                                         |
| Anzahl der Ventile        | je zwei Einlass- und Auslassventile pro Zylinder |
| Anlasser                  | Kurbel                                           |
| Kraftübertragung          |                                                  |
| Schaltung                 | außenliegende Kulissenschaltung                  |
| Radantrieb, Bauart        | Hinterradantrieb, Kardanwelle                    |
| Karosserie / Fahrwerk     |                                                  |
| Aufbau                    | Einsitzer, Rennwagenkarosserie                   |
| Räder                     | Rudge-Whitworth-Drahtspeichenräder               |
| Fahrleistungen            |                                                  |
| Höchstgeschwindigkeit     | 228 km/h                                         |

## Heutige Nutzung
2014 brachte Opel Classic den 12,3-Liter-Rennwagen im Rahmen der Jubiläumsfahrt des Großen Preises von Frankreich 1914 an den Start, wo er neben dem 1914 angetretenen Rennwagen, dem Opel Grand Prix Rennwagen auf der Strecke zu sehen war.
Im Jahr 2018 nahm Opel mit dem 12,3-Liter-Rennwagen am Motor Festival auf Rømø teil und absolvierte mehrere Läufe auf demselben Strand bei Fanø, auf dem auch 1924 der Geschwindigkeitsrekord aufgestellt worden war. Aktuell befindet sich das Auto im Museum von Opel Classic.

## Trivia
Der im 12,3-Liter-Rennwagen verbaute Vierzylindermotor läuft mit einer aus heutiger Sicht äußerst geringen Drehzahl für ein im Rennsport eingesetztes Fahrzeug. Die Nenndrehzahl beträgt nur 2900/min. Aufgrund der immensen Größe des Motors mit einer Bohrung von 125 mm und einem Hub von 250 mm bewegen sich die Kolben mit 24,2 m/s durch die Zylinder. Das entspricht in etwa der Kolbengeschwindigkeit eines Formel-1-Wagens, der Drehzahlen von bis zu 13.000/min erreicht. Die Größe des Motors wird auch durch einen Blick auf die Motorhaube deutlich: es mussten Aussparungen für die Ventilfedern geschaffen werden.